# Tostado

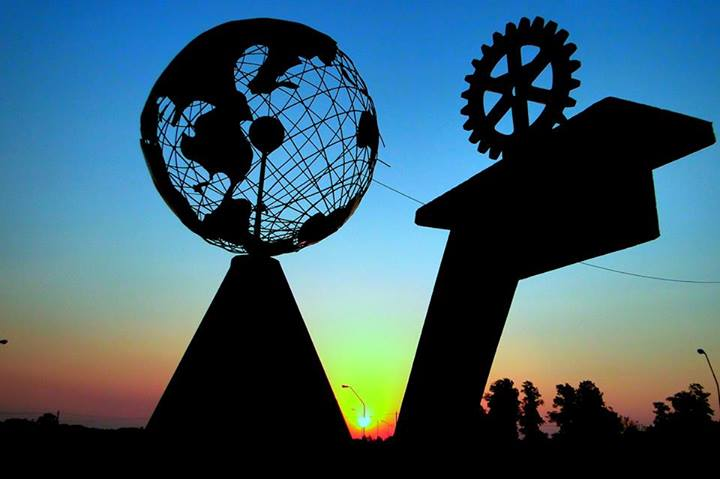
Globo de la entrada a Tostado.

Tostado es una ciudad y municipio argentino de la provincia de Santa Fe. Es la cabecera del departamento Nueve de Julio. Se localiza a 330 km de la ciudad de Santa Fe y a 480 km de Rosario. Recibió estatus de comuna el 8 de agosto de 1908 y fue declarada ciudad el 31 de diciembre de 1970. Está a la vera de la RN 95, próxima al límite con la provincia de Santiago del Estero.

## Ubicación
Tostado está ubicada en el departamento Nueve de Julio, en el noroeste de la provincia de Santa Fe, a 29°13′41″ latitud sur y 61°47′17″ longitud oeste, a 74 metros sobre el nivel del mar (altura tomada en la estación de Ferrocarril General M. Belgrano).
- Dista 15 km del “Mojón de Fierro” (límite interprovincial con Santiago del Estero) hacia el oeste;
- 132 km al paralelo 28° latitud sur,
- 69 km de la Ruta N.º 13 y
- 6 km hasta el cruce del río Salado.

Se halla comunicado con el resto de la provincia por intermedio de rutas provinciales, nacionales y el ferrocarril General Manuel Belgrano.
Distintos puntos de comunicación:
- Ruta Nacional N.º 95.
- Ruta Nacional N.º98.
- Ruta provincial N.º 2.
- Ruta provincial N.º 35.
- Ruta provincial N.º 91 S.
- Rutas Provinciales N.º 13 y 77 S.
- Ruta provincial N.º 40.

## Población
Cuenta con 17,009 habitantes (Indec, 2022), lo que representa un incremento del 8,9 % frente a los 15,533 habitantes (Indec, 2010) del censo anterior.
| Gráfica de evolución demográfica de Tostado entre 1991 y 2022 |
|                                                               |
| Fuente: censos nacionales del INDEC                           |

## Barrios de Tostado
- Barrio Oeste
- Barrio San Genaro
- Barrio Sur Oeste
- Barrio Güemes
- Barrio Güemes Oeste
- Barrio Centro
- Barrio Fonavi Cura párroco Plácido Díaz Ruiz
- Barrio Los Bretes
- Barrio Foprovi
- Barrio Campo de Mayo
- Barrio Villa Crespo
- Barrio Juan Manuel González del Reguero
- Barrio Pedro Castro

## Parajes
- Antonio Pini
- Campo Don Bosco
- Campo La Maruca
- Colonia el 50
- Colonia El Inca
- Desvío a Pini
- Distrito policial San Ramón
- Estancia Santa Lucía
- Fortín Cacique
- Fortín Pozos
- Km 355
- La Cigüeña
- La Estela
- La Fomento
- Los Charabones
- Mogotes
- Paraje Santa Ana
- San Ramón
- Tres Pozos

## Clima
Clima subtropical con estación seca, cuyo límite sur está determinado por la isoterma de 26 °C. En él tiene lugar el encuentro frontal-alternado de masas de aire caliente-húmedo, de origen tropical-marítimo, procedente del anticiclón del atlántico sur con las masas de aire frío-seco, proveniente de la célula anticiclónica del Pacífico sur, dependiendo de tal juego las condiciones térmicas- hídricas del tiempo.
Los veranos son cálidos, con medias máximas de 28 °C y máximas absolutas de 46 °C, las temperaturas mínimas medias invernales son de 13 °C, registrándose una mínima absoluta de 0,8 °C.
El otoño resulta comparativamente más cálido que la primavera. La humedad relativa media del ambiente es aproximadamente 65%, correspondiendo para el mes de enero valores del 60%; en invierno la humedad relativa alcanza a un 70%.[cita requerida]

## Flora y fauna
Se destacan:
- el algarrobo
- el cadillo
- el chañar
- la cortadera
- el espinillo
- la gramilla
- el guayacán
- el lapacho
- el matorral de cardos
- el ñandubay
- el palmar
- la palmera caranday
- el pasto amargo
- el pasto bandera
- el quebracho colorado y blanco
- el romerillo

Entre las especies animales que se encuentran figuran:
- el aguará guazú
- el bandurria
- el biguá
- el chancho del monte
- la cigüeña
- la comadreja overa
- la culebrita
- el lechuzón
- el murciélago
- la perdiz grande
- el picaflor
- el puma

## Actividad productiva
En el norte de la provincia se pueden encontrar cultivos industriales como el del algodón y el sorgo que sirve de alimento para el ganado. La zona correspondiente al chaco santafesino representa un lugar propicio para la explotación forestal de donde se extrae madera dura de los quebrachales. La zona también es apta para la ganadería donde se destaca la cría del ganado cebú, resistente al calor y a la falta de lluvia. Tostado representa un nudo de comunicación y servicios.

## Historia
La localidad de Tostado fue fundada oficialmente el 5 de noviembre de 1891 por orden de Juan Manuel Cafferatta, gobernador de la provincia de Santa Fe.
Casi aislada de los demás centros urbanos, aunque estratégicamente comunicada hacia el interior y las afueras de la provincia, la ciudad de Tostado aparece en el noroeste de Santa Fe encabezando el departamento Nueve de Julio. Se trata de un distrito extenso donde las unidades productivas no bajan de tres mil hectáreas y se destinan a la ganadería o el campo mixto.
Entre los sitios ineludibles de esta ciudad santafesina aparecen la avenida principal donde se concentran los comercios locales; el mangrullo histórico; y el Museo Regional situado en lo que fueran las antiguas construcciones del Regimiento VI de Caballería de Línea.
Pero si hay un lugar que maravilla con su encanto paisajístico y sus servicios destacables, tornándose irresistible para viajeros y lugareños, es el camping municipal de Tostado tendido a la vera del Río Salado.

## Escudo

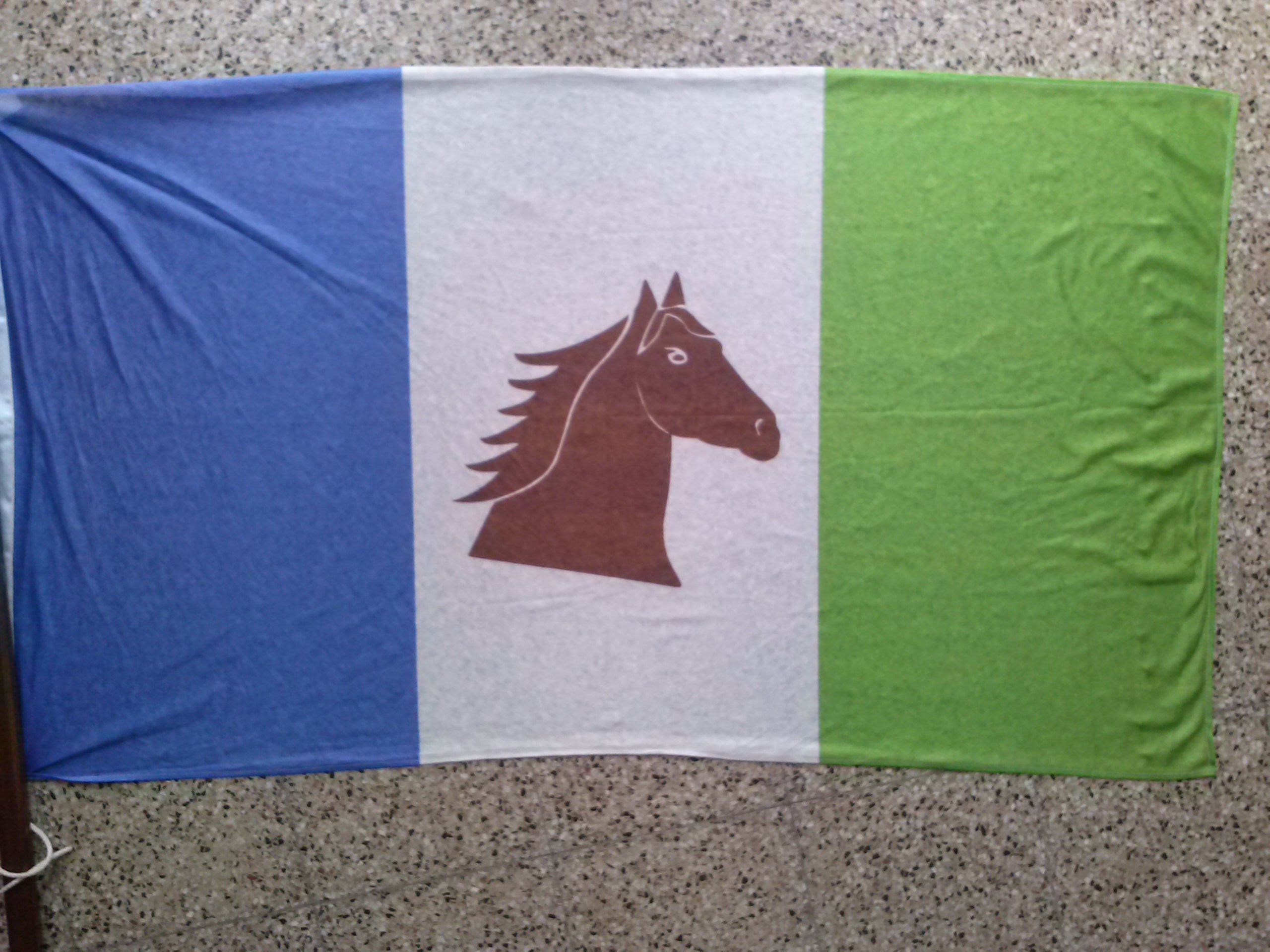
Bandera de Tostado

El escudo de la ciudad, consta de un caballo tostado, que originó el nombre de la cabecera del departamento Nueve de Julio y fue protagonista del esfuerzo civilizador del hombre. El Fortín, todo un distintivo que sirvió como atalaya para otear el horizonte, junto a él una estrella que nos habla del mañana y a la izquierda, el mangrullo que nos acercó a poblaciones hermanas.
En cuanto a los colores, el verde conlleva la significación del trabajo sobre la tierra; el azul es el río Salado, testigo del pasado, y el rosado simboliza el amanecer. En el exterior, los laureles interpretan la gloria de todos los que han hecho posible la vida de la ciudad y las cintas celestes y blancas pertenecen a la inserción de Tostado en la libre nación argentina.

## Educación
Jardines:
- Jardín nucleado N.º 139 Profesora Maria Inés Griffa
- Jardín de infantes N.º 195 Ana María Sánchez de Maidana
- Jardín de infantes N.º 341
- Jardín de infantes N.º 345

Jardines maternales:
- Veo veo
- Caramelito
- Centro de Acción Social N.º 7

Escuelas primarias:
- N.º 417 "Comandante Juan José Razetti"
- N.º 419 "José Manuel Estrada"
- N.º 418 "Gral. José de San Martín"
- N.º 684 “Gral. Manuel Belgrano”
- N.º 680 “Libertador Gral. San Martín"
- Colegio San José Incorporado N.º 1136
- Escuela Nocturna N.º 2549 “Teniente Coronel Pedro Amarante
- Taller de Educación Manual N.º 3004 "Manuel César Ferrarini"
- Centro de Educación Física N.º 25

Escuelas especiales:
- Escuela Especial N" 2036 “Dr. Rene Favaloro”
- Escuela Especial N.º 2102 "Hipoacusicos"
- Escuela Laboral N.º 2114 ¨Escuela Especial de Formación Integral¨

Escuelas secundarias:
- Escuela de Educación Técnica N.º 282 Regimiento 6 de Caballería
- Escuela Secundaria Orientada Particular Incorporada N.º 8237
- Escuela de Enseñanza Media para Adultos N.º 1035 "Los Pioneros"
- Escuela de Enseñanza Secundaria Orientada N.º 332 "Domingo Faustino Sarmiento"
- Escuela de la Familia Agrícola C-205 Colonia "El Inca" (E.F.A.).

Institutos:
- Instituto Superior del Profesorado N.º 9 "José María Scalenghe"
- CER (Centro Estudio Regional)Instituto Privado

## Medios de comunicación
Televisión por cable:
- Tostado Cable TV

Televisión por aire
- TVP Canal 11

Radios:
- FM 98.1 Radio EME - www.radioeme.com
- FM 91.1 Fortín Tostado
- FM 93.5 Radio Luz
- FM 94.3 Antena Nueve
- FM 96.1 Congregación Evangélica Cristiana Pentecostal
- FM 97.5 Radio Reflex
- FM 98.1 Radio Maestra (Amsafé).
- FM 99.9 Radio Pirata
- FM 100.5 Ministerio Apostólico y Profético el Buen Camino
- FM 100.9 Radio FM Soon
- FM. 103 Radio Sol
- FM 106.3 Radio La Ciento Seis

Correo:
- Correo Argentino

## Medios de transporte
- Remises
- Colectivos:
- ETAR
- Tata Rápido
- Coop-Tal
- Flecha Bus
- El Pulqui
- Encón
- La Nueva Estrella
- Güemes
- Nuevo Expreso
- Tigre Iguazú
- Transporte Valle Tour
- Ferrocarril Belgrano Cargas y Logística
- Transporte Carruega
- Transporte Mitchell
- Transporte Waldi

## Bancos
- Banco de la Nación Argentina.
- Nuevo Banco de Santa Fe.

## Policía
- Unidad Regional N.º XII
- Comisaría primera N.º I
- Comisaría décima N.º X

## INTA
El INTA (Instituto Nacional de Tecnología Agropecuaria) posee una importante Agencia de Extensión Rural, con convenios, fundaciones, etc.